# Syndicat général de l'Éducation nationale CFDT
La fédération CFDT Éducation Formation Recherche publiques, jusqu'en 2024 syndicat général de l'Éducation nationale (Sgen-CFDT), regroupe des syndicats interprofessionnels implantés dans chaque académie. Elle est affiliée à la Confédération française et démocratique du travail (CFDT) et membre du Comité syndical européen de l'éducation et de l'Internationale de l'éducation.
Les syndicats membres de la fédération CFDT Éducation Formation Recherche publiques défendent les intérêts des personnels :
- de l'Éducation nationale et des établissements publics qui en dépendent[2],
- de l'enseignement agricole public,
- de l'enseignement supérieur et de la recherche publique,
- des services de la Jeunesse et des Sports,
- des établissements d'enseignement et de recherche et des établissements culturels français à l'étranger.

## Organisation
Les syndicats CFDT Éducation Formation Recherche publiques ont la particularité de rassembler tous les personnels des ministères et établissements concernés, quel que soit leur métier ou leur statut, dans un même syndicat :
- personnels d'encadrement (chefs d'établissement, gestionnaires, inspecteurs...) ;
- personnels enseignants du primaire et du secondaire (PE, certifiés, PLP, agrégés, contractuels...)
- enseignants-chercheurs et chercheurs (y compris les vacataires) ;
- personnels d'éducation et d'orientation (conseillers d'orientation-psychologues, conseillers principaux d'éducation, assistants d'éducation) ;
- bibliothécaires, ingénieurs, administratifs, techniciens, ouvriers, personnels de service et de santé (infirmiers scolaires, assistants de service social, etc.) ;
- personnels précaires recrutés sur dispositifs spécifiques (médiateurs, contrats aidés de type CUI, etc.).

La secrétaire générale de la fédération est depuis le 2 décembre 2016 Catherine Nave-Bekhti (d), professeure de sciences économiques et sociales. Elle succède à Frédéric Sève (2012-2016) et Thierry Cadart (2007-2012), par la suite membres de l'exécutif confédéral de la CFDT et à leur prédécesseur Jean-Luc Villeneuve, aujourd'hui président de l'Iréa, Institut de recherches, d'études et d'animation (d) et vice-président de l’HIMASE (association pour l’histoire des militants associatifs et syndicaux de l’éducation).

### Les syndicats de la CFDT Éducation Formation Recherche publiques - Sgen-CFDT
À la suite du changement de dénomination de la fédération intervenu le 14 mai 2024, les noms des syndicats affiliés sont en cours d'adaptation progressive.
- en Métropole :
  - 26 Sgen-CFDT académiques (1 par académie), intercatégoriels et interprofessionnels « de la maternelle à l'université », qui se sont substitués à une organisation départementale ou infradépartementale en vigueur depuis la fédéralisation de 1983[4],
  - le Sgen-CFDT de l'administration centrale (ministères de l’Éducation nationale et de l'Enseignement supérieur et de la recherche),
  - le Sgen-CFDT Recherche EPST : personnels des établissements publics à caractère scientifique et technique (CNRS, INSERM, INRIA, INED...),
  - le Syndicat national des médecins de santé publique de l'Éducation nationale (SNAMSPEN), créé en 1965 et membre de l'union confédérale des médecins salariés de France, est affilié au SGEN-CFDT depuis le 17 décembre 2015, renforçant ainsi le pôle santé/sociaux de la fédération[5]
  - le Syndicat des travailleurs de la recherche extra-métropolitaine (STREM) : personnels de l'Institut de recherche pour le développement (IRD).

- dans les départements et régions d'outre-mer :
  - académie de la Guadeloupe : Sgen-CFDT Guadeloupe (dans le cadre de l'Union interprofessionnelle régionale CFDT de la Guadeloupe),
  - académie de la Guyane : Sgen-CDTG-CFDT (dans le cadre de la Centrale démocratique des travailleurs de Guyane),
  - académie de Martinique : Sgen-UIRM-CFDT Martinique (dans le cadre de l'Union interprofessionnelle régionale CFDT de la Martinique),
  - académie de La Réunion : Sgen-CFDT de La Réunion (dans le cadre de l'Union régionale inter-professionnelle de La Réunion),
  - académie de Mayotte : Sgen-CFDT-CISMA (dans le cadre de la Confédération intersyndicale de Mayotte, aujourd'hui Union interprofessionnelle CFDT de Mayotte)
- dans les collectivités et territoires d'outremer :
  - Polynésie française : TMAC-Sgen A TIA I MUA
  - Nouvelle-Calédonie : SOENC Enseignement
- à l'étranger :
  - Sgen-CFDT de l'étranger : personnels des établissements d'enseignement et de recherche implantés à l'étranger et homologués par le ministère français de l'Éducation nationale (établissements relevant de l'AEFE ou de la MLF, écoles françaises à l'étranger, IFRE) et personnels détachés ou recrutés localement dans les établissements culturels (instituts et centres culturels français, Alliance française, etc.). Il inclut également, même si leur nombre a décru dans des proportions très importantes, des « experts techniques internationaux » du secteur éducatif, héritiers des « assistants techniques » ou « chefs de projet » relevant de l'ancien ministère de la Coopération et des spécialistes détachés par les ministères chargés de l'Éducation nationale et de l'Enseignement supérieur et de la Recherche dans des services de coopération et d'action culturelle d'ambassades de France et l'administration centrale du ministère chargé des Affaires étrangères (direction générale de la Mondialisation).

## Représentativité
Lors des élections professionnelles de 2018 au comité technique de l’Éducation nationale, lesquelles déterminent la représentativité syndicale, le Sgen-CFDT récolte 8,4 % des voix, et obtient un élu. Il demeure le troisième syndicat chez les enseignants et les personnels d'inspection, et le quatrième en incluant les personnels administratifs.
Dans l'enseignement supérieur et la recherche, il conserve en 2018 sa seconde place au comité technique des personnels enseignants titulaires et stagiaires de statut universitaire CTU (derrière la FSU) et sa troisième place au comité technique ministériel de l'enseignement supérieur et de la recherche CTMESR (derrière le SNPTES et la CGT).

## Histoire du SGEN
Le Sgen a été fondé en 1937 en tant que syndicat national par trois universitaires : Guy Raynaud de Lage, François Henry (d) et Paul Vignaux. Bien que statutairement laïque dès l'origine, il choisit alors de rejoindre la CFTC plutôt que la CGT mais ses fondateurs militent au sein de la tendance Reconstruction pour la déconfessionnalisation de la centrale chrétienne. Celle-ci devient effective en 1964, lorsque la CFTC vote sa transformation en CFDT.
Alors qu'en 1969, est fondé le GNIES (Groupe national d’information et d’éducation sexuelle), à auquel participent les syndicats enseignants de gauche, dont la FEN, le SNI et le SNES, le SGEN prend parti en faveur de réformes pour introduire l'éducation sexuelle, comme le montre notamment la tribune du SGEN en faveur des tracts d’éducation sexuelle circulant dans les lycées de Belfort, en décembre 1972.
Un peu plus tard, le SGEN dénonce les contraintes qui pèsent sur les élèves-institutrices, en dénonçant le régime d’internat comme rétrograde, puis pose la question de la place des femmes dans le syndicalisme, au cours de la seconde moitié des années 1970, tout comme les différentes sensibilités de la FEN.

## Secrétaires généraux
Le SGEN-CFDT est dirigé par un secrétaire général. Il compte également un président entre 1944 et 1947, l'historien et résistant Émile Coornaert (1886-1980).

## Graphisme

logo (1983-1992)
logo (1992-2003)
logo (2003-2008)
logo (2008-2014)
logo (2014-2024)
logo à partir de 2024